# Discophora montana
Discophora montana là một loài thực vật có hoa trong họ Stemonuraceae. Loài này được R.A.Howard mô tả khoa học đầu tiên năm 1942.